# Naturrodelbahn Grantau
Die Naturrodelbahn Grantau ist eine 955 Meter lange Rodelbahn in Umhausen im Ötztal.

## Geschichte
Die Naturrodelbahn wurde 1999 mit Fördermitteln des Bundes, des Landes Tirol sowie der Gemeinde Umhausen als Spitzensportstätte für das Rennrodeln auf Naturbahnen erbaut. Seit 2004 wird die Sportstätte als Außenstelle – BLZ-West / Bundesleistungszentrum – Rodeln des Österreichischen Rodelverbandes (ÖRV) genutzt. Im Jahr 1999 wurde die Rennrodelbahn mit einem IC-Cup (Europacup) international eingeweiht. Bereits im Jahr 2000 fand auf der Rennstrecke mit den 25. FIL-Junioren-Europameisterschaften das erste internationale Großevent statt. Seit 2001 werden beinahe jährlich auf der 955 m langen Strecke Weltcuprennen im Naturbahnrodeln gefahren. Infrastrukturelle Maßnahmen, sowie geringfügige Änderungen an der Streckenführung wurden für die Weltmeisterschaft 2011 getätigt. 2020 wurde das Leistungszentrum auf modernsten Stand für die Weltmeisterschaft 2021 ausgebaut.

## Charakteristik
Die Rennrodelbahn-Grantau zählt zu den technisch anspruchsvollsten Rennstrecken im Naturbahnrodeln. Eine besondere Eigenheit dieser Rodelbahn sind die vielen Kehren. Insgesamt besteht die Grantau aus 8 Kehren, 3 Kurven und 4 langen geraden Teilstücken. Aufgrund der technisch anspruchsvollen Charakteristik gilt die Grantau als "Klassiker" im Rodelzirkus und Siege auf dieser Rennstrecke haben einen besonders hohen Stellenwert.

## Weltmeisterschaften
|        | Herren Einsitzer    | Damen Einsitzer        | Doppelsitzer                                   | Team                                                                                     |
| ------ | ------------------- | ---------------------- | ---------------------------------------------- | ---------------------------------------------------------------------------------------- |
| Gold   | Gerald Kammerlander | Renate Gietl           | Pawel Porschnew – Iwan Wladimirowitsch Lasarew | Italien I Renate Gietl Anton Blasbichler Patrick Pigneter – Florian Clara                |
| Silber | Robert Batkowski    | Jekaterina Lawrentjewa | Patrick Pigneter – Florian Clara               | Österreich I Melanie Batkowski Gerald Kammerlander Christian Schatz – Gerhard Mühlbacher |
| Bronze | Patrick Pigneter    | Melanie Schwarz        | Andrzej Laszczak – Damian Waniczek             | Russland I Jekaterina Lawrentjewa Juri Talych Pawel Porschnew – Iwan Lasarew             |

|        | Herren Einsitzer    | Damen Einsitzer        | Doppelsitzer                                | Team                                                                         |
| ------ | ------------------- | ---------------------- | ------------------------------------------- | ---------------------------------------------------------------------------- |
| Gold   | Thomas Kammerlander | Evelin Lanthaler       | Patrick Pigneter – Florian Clara            | Italien Evelin Lanthaler Alex Gruber                                         |
| Silber | Alex Gruber         | Jekaterina Lawrentjewa | Mathias Lambacher – Patrick Lambacher       | Österreich Thomas Kammerlander Tina Unterberger                              |
| Bronze | Patrick Pigneter    | Tina Unterberger       | Christoph Regensburger – Dominik Holzknecht | Russland Jekaterina Alexandrowna Lawrentjewa Alexander Sergejewitsch Jegorow |

## Weltcuprennen
|     | Datum               | Herren Einsitzer                     | Damen Einsitzer        | Doppelsitzer                                                  |
| --- | ------------------- | ------------------------------------ | ---------------------- | ------------------------------------------------------------- |
| 1.  | 02. – 04.01.2001    | Gerhard Pilz                         | Sandra Mariner         | Reinhard Beer – Herbert Kögl                                  |
| 2.  | 11. – 13.01.2002    | Robert Batkowski                     | Sonja Steinacher       | Reinhard Beer – Herbert Kögl                                  |
| 3.  | 10. – 12.01.2003    | Robert Batkowski                     | Jekaterina Lawrentjewa | Andrzej Laszczak – Damian Waniczek                            |
| 4.  | 12. – 14.01.2007    | Patrick Pigneter                     | Jekaterina Lawrentjewa | Alexander Sergejewitsch Jegorow – Pjotr Alexandrowitsch Popow |
| 5.  | 02. – 04.02.2007    | Thomas Kammerlander Patrick Pigneter | Renate Kasslatter      | Christian Schatz – Gerhard Mühlbacher                         |
| 6.  | 11.01. – 13.01.2008 | Florian Breitenberger                | Jekaterina Lawrentjewa | Patrick Pigneter – Florian Clara                              |
| 7.  | 19.01. – 20.01.2008 | Gernot Schwab                        | Jekaterina Lawrentjewa | Patrick Pigneter – Florian Clara                              |
| 8.  | 16.01. – 18.01.2009 | Gerald Kammerlander                  | Renate Gietl           | Pawel Porschnew – Iwan Wladimirowitsch Lasarew                |
| 9.  | 08.01. – 09.01.2010 | Patrick Pigneter                     | Jekaterina Lawrentjewa | Patrick Pigneter – Florian Clara                              |
| 10. | 01.03. – 03.03.2012 | Patrick Pigneter                     | Jekaterina Lawrentjewa | Pawel Porschnew – Iwan Wladimirowitsch Lasarew                |
| 11. | 18.01. – 20.01.2013 | Patrick Pigneter                     | Jekaterina Lawrentjewa | Pawel Porschnew – Iwan Wladimirowitsch Lasarew                |
| 12. | 17.01. – 18.01.2014 | Patrick Pigneter                     | Jekaterina Lawrentjewa | Patrick Pigneter – Florian Clara                              |
| 13. | 13.02. – 14.02.2015 | Patrick Pigneter                     | Jekaterina Lawrentjewa | Patrick Pigneter – Florian Clara                              |
| 14. | 19.01. – 21.01.2016 | Thomas Kammerlander                  | Greta Pinggera         | Patrick Pigneter – Florian Clara                              |
| 15. | 16.02. – 18.02.2017 | Thomas Kammerlander                  | Greta Pinggera         | Pawel Porschnew – Iwan Wladimirowitsch Lasarew                |
| 16. | 15.02. – 17.02.2018 | Thomas Kammerlander                  | Evelin Lanthaler       | Patrick Pigneter – Florian Clara                              |
| 17. | 21.02. – 23.02.2019 | Patrick Pigneter                     | Evelin Lanthaler       | Pawel Porschnew – Iwan Wladimirowitsch Lasarew                |
| 18. | 13.02. – 15.02.2020 | Thomas Kammerlander                  | Evelin Lanthaler       | Patrick Pigneter – Florian Clara                              |
| 19. | 07.01. – 09.01.2022 | Thomas Kammerlander                  | Evelin Lanthaler       | Patrick Pigneter – Florian Clara                              |
| 20. | 14.01. – 16.01.2022 | Alex Gruber                          | Evelin Lanthaler       | Patrick Pigneter – Florian Clara                              |